# Osteosema
Osteosema is een geslacht van vlinders van de familie spanners (Geometridae), uit de onderfamilie Geometrinae.

## Soorten
- O. albotermina Inoue, 1978
- O. alboviridis Moore, 1872
- O. discata Warren, 1897
- O. pastor Butler, 1880
- O. sanguilineata Moore, 1867